# 天主教盧班戈總教區
天主教盧班戈總教區（拉丁語：Archidioecesis Lubangensis）是安哥拉一個羅馬天主教教省總教區，下轄三個教區。是該國五個總教區之一。
1957年7月27日設新里斯本教區，1977年2月3日升為總教區並易名至今。總教區位於威拉省（其中兩市屬梅農蓋教區）。2004年有教友1,521,804人（佔轄區總人口50.1%）、卅三個堂區、七十二名司鐸。現任總主教為嘉布瑞爾·蒙比靈吉。